# Hürrem Pascià
Iskenderpaşazade Hürrem Pasha (noto anche come Khurram ibn Iskandar; Impero ottomano, ... – Kayseri, 28 agosto 1526) è stato un politico ottomano, beylerbey di Damasco e Karaman. Era cognato del famoso Gran Visir Pargali Ibrahim Pasha.

## Biografia
Hürrem Pasha era uno dei figli dello statista e generale ottomano Skender Pasha, insieme a Mustafa Pasha e a Muhsine Hatun, la quale sposò il potente Pargali Ibrahim Pasha, Gran Visir di Solimano I e in precedenza schiavo proprio della famiglia Skender.
Nel 1523 venne nominato beylerbey di Damasco, incarico che ricoprì fino al 1524. Il 27 ottobre 1523, guidò un raid punitivo contro i ribelli drusi, guidati dalla famiglia Ma'n e asserragliati sul Monte Libano. Hürrem diede alle fiamme 43 villaggi e ordinò l'esecuzione di almeno 400 ribelli. Nel 1524, guidò una seconda rappresaglia come vendetta per l'uccisione di funzionari ottomani. Questa volta, incendiò 30 villaggi, giustiziò 300 uomini e ridusse in schiavitù più di 300 donne e bambini. 
In ricompensa, il sultano Solimano lo nominò beylerbey di Karaman. Hürrem Pasha morì il 28 agosto 1526 nella piana di Kayseri, durante uno scontro contro una coalizione di ribelli turkmeni, sconfitti l'anno seguente a Diyarbakir da Hüsrev Pasha, beylerbey di Aleppo.
Hürrem Pasha è sepolto a Konya, in una tomba nel complesso Rumi, oggi Mausoleo Mevlana, che fu eretta per lui dal cognato Ibrahim.